# Messier 86
Messier 86 (também conhecido como M86 ou NGC 4406) é uma galáxia lenticular na constelação de Virgo. Foi descoberta por Charles Messier em 1781. Se situa no centro do Aglomerado de Virgem e forma um agrupamento com outra galáxia lenticular, Messier 84. Apresenta o maior desvio para o azul de todos os objetos Messier, e está se aproximando da Via Láctea a uma velocidade de 244 km/s. Acredita-se que essa aproximação se deve ao fato de estar caindo em direção ao centro do Aglomerado de Virgem, o que deixa ela mais próxima da Via Láctea.

## Descoberta e visualização
A galáxia lenticular foi descoberta pelo astrônomo francês Charles Messier em 18 de março de 1981, quando decidiu realizar um empreendimento de observações de nebulosas que estavam naquela região da esfera celeste, na constelação de Virgem. Em apenas uma única noite, catalogou 8 galáxias, incluindo M86, além de um aglomerado globular, Messier 92.

## Características

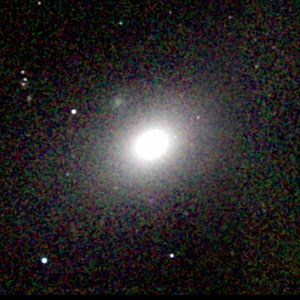
Messier 86, projeto 2MASS

Está situada próxima ao centro do aglomerado de Virgem, representado pela galáxia Messier 87, e forma um grupo particular dominado pela galáxia Messier 84. É uma galáxia lenticular ou uma galáxia elíptica. Contém milhares de aglomerados globulares.
É o objeto Messier com a maior velocidade de aproximação em relação à Terra, estimada em 419 km/s. Devido a isso, sua inclusão como membro do aglomerado de Virgem chegou a ser questionada, embora a maior parte da comunidade astronômica afirme que é exatamente essa alta velocidade que justifica sua inclusão no aglomerado: a galáxia mais longe em relação à Terra do que o centro do aglomerado; sua enorme atração gravitacional acelera a galáxia para enormes velocidades em sua direção, que é a mesma direção de observação da galáxia a partir da Terra.
Além disso, sua inclusão como membro do aglomerado pode ser percebida por meio de observações em raios-X, de acordo com William Richard Forman (1979) e F. V. N. Rangarajan (1995), onde percebe-se a interação da galáxia com material gasoso do aglomerado. Além disso, outro membro do aglomerado, a galáxia IC 3258, se aproxima da Terra ainda mais rapidamente, a 519 km/s.
Em imagens de céu profundo, de longa exposição, a periferia da galáxia e a da galáxia Messier 84 chegam a se interagir. A distância aparente entre seus núcleos é de 16,5 minutos de arco, correspondendo a uma distância real de 300 000 anos-luz, embora não se saiba a distância radial entre elas e, portanto, a verdadeira distância entre ambas. Como membro do aglomerado, situa-se a 60 milhões de anos-luz da Terra e seu diâmetro aparente de 7,5 x 5,5 minutos de grau correspondem a um diâmetro real de 131 000 anos-luz.